# Ospățul lui Belșațar

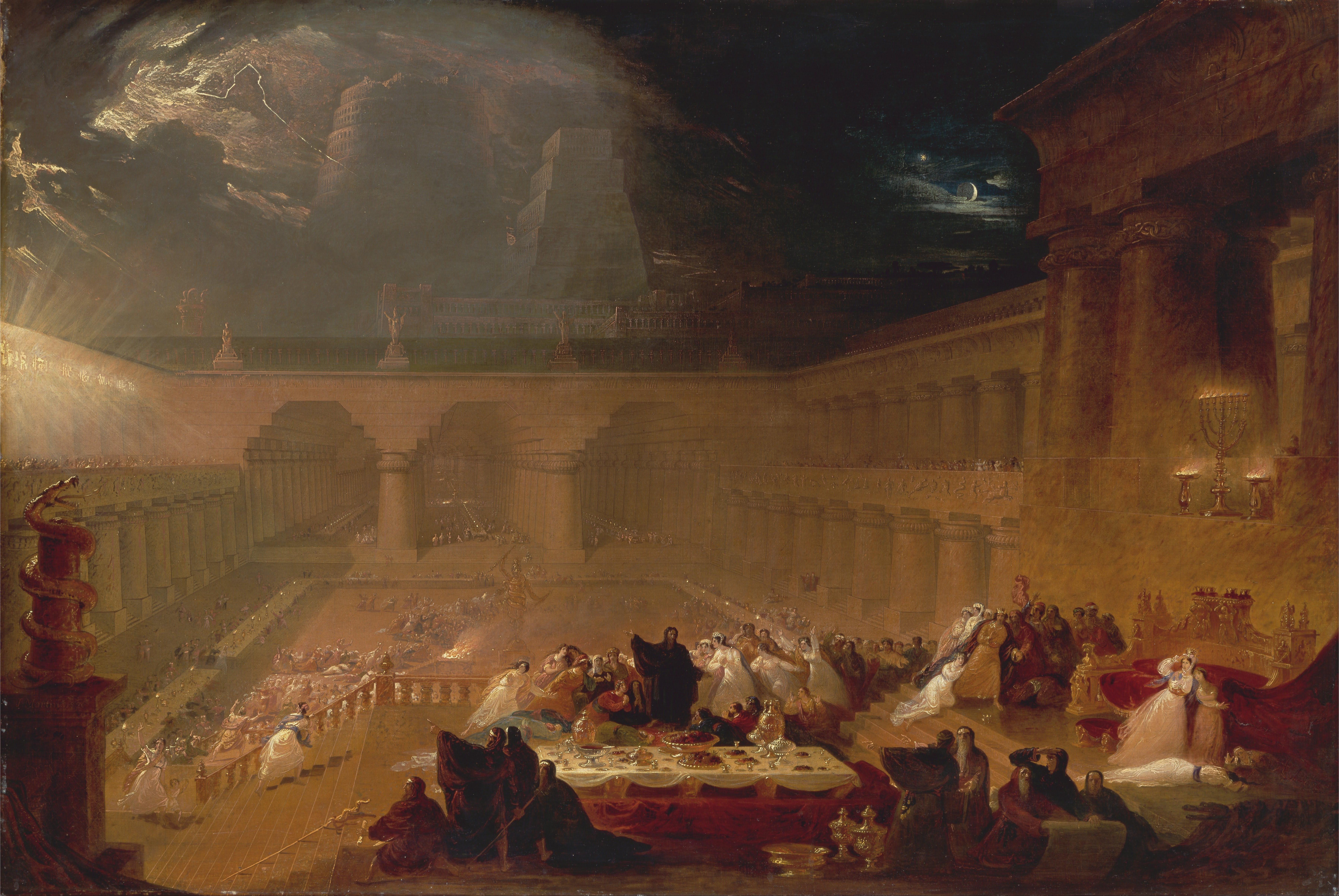
John Martin, Ospățul lui Belșațar, c. 1821; schiță la mărimea jumătate de la Yale Center for British Art

Ospățul lui Belșațar sau povestea scrierii de pe zid (capitolul 5 din Cartea lui Daniel) spune cum Belșațar a ținut un mare ospăț și a băut din vasele care fuseseră furate din Templul lui Solomon. O mână apare și scrie pe zid. Belșațar înspăimântat cheamă înțelepții, dar ei nu sunt în stare să citească inscripția. Regina îl sfătuiește să îl cheme pe Daniel, care era renumit pentru înțelepciunea sa. Daniel îi amintește lui Belșațar că tatăl acestuia Nabucodonosor, când se semețise a fost prăbușit social până când a înțeles că Dumnezeu este suveran peste regatele oamenilor. Belșațar l-a blasfemiat de asemenea pe Dumnezeu, deci Dumnezeu a trimis acea mână. Daniel citește apoi mesajul și-l traduce: Dumnezeu a numărat zilele lui Belșațar, el a fost cântărit și găsit prea ușor iar regatul său va fi dat mezilor și perșilor.
„În chiar acea noapte Belșațar, regele caldeu (babilonian) a fost omorât, iar  Darius Medul a primit regatul.”—Daniel 5:30–31
Mesajul din Daniel cap. 5 este diferența pe care o face între Nabucodonosor și Belșațar:
- Nabucodonosor este umilit de către Dumnezeu, își trage învățămintele (recunoaște domnia supremă a Dumnezeului evreiesc) și este repus pe tron;
- Belșațar, spre deosebire, nu a tras învățăminte din pățania lui Nabucodonosor, l-a blasfemiat pe Dumnezeu iar regatul său este dat altora.[2]

## Rezumat

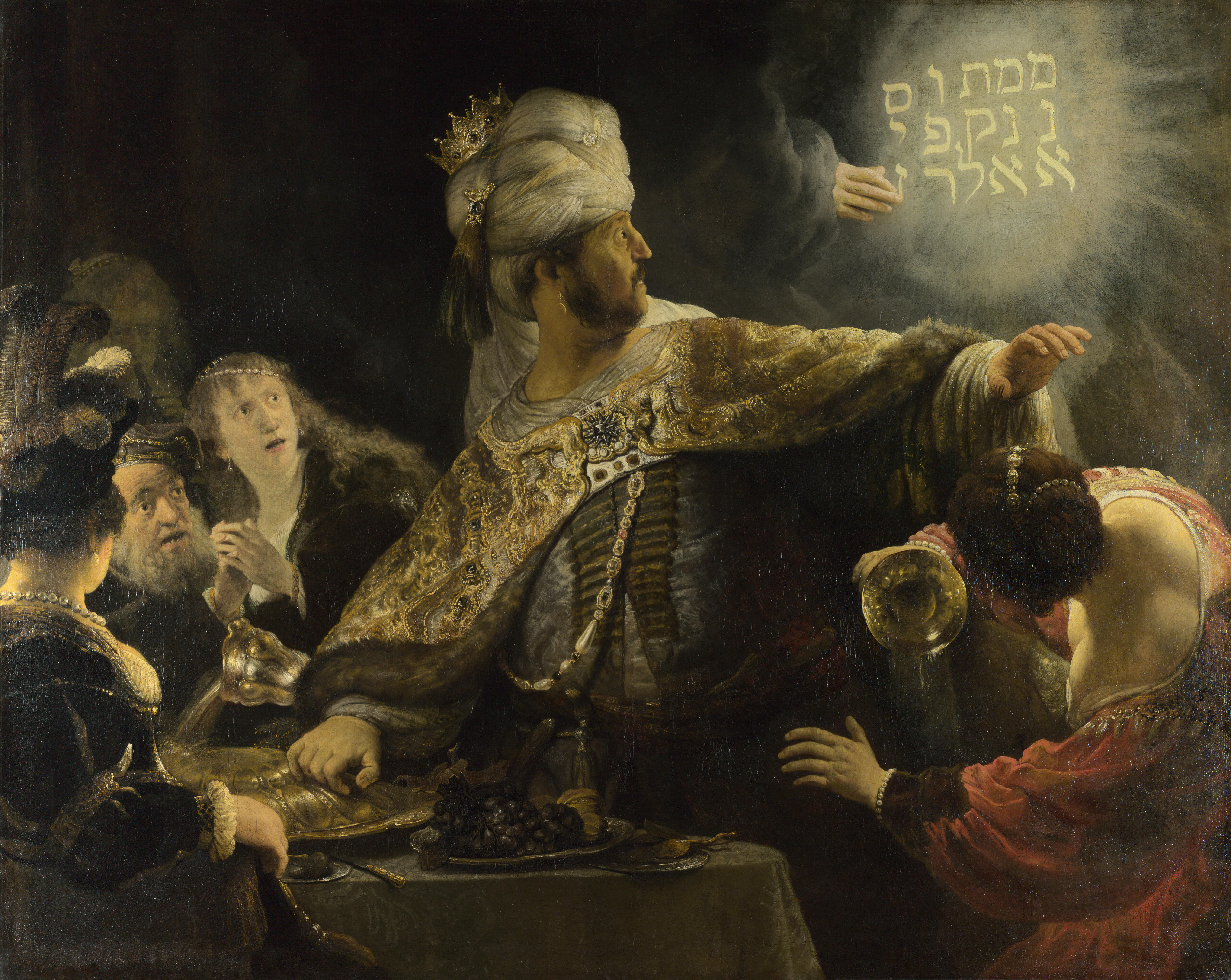
Rembrandt, Ospățul lui Belșațar, 1635, (Galeria Națională, Londra). Mesajul este scris pe linii verticale începând din colțul de dreapta sus, cuvântul „upharsin” ocupând două rânduri.

### Rezumat narativ
Din comentariul asupra Cărții lui Daniel al lui C. L. Seow
Regele Belșațar ține un mare ospăț pentru o mie din conducătorii din subordinea sa și dă ordin ca vasele din Templul din Ierusalim să fie aduse pentru ca ei să bea din ele, dar în timp ce babilonienii beau din ele apare o mână care scrie pe zid. Belșațar cheamă magii și ghicitorii săi ca să traducă scrierea, dar ei nu sunt în stare nici să o citească. Regina îl sfătuiește pe Belșațar să trimită după Daniel, care era renumit pentru înțelepciunea sa. Daniel este adus iar regele îi oferă să-l facă al treilea în rang din regat dacă el îi va putea traduce scrierea. Daniel refuză această onoare, dar e de acord cu cererea. El îi reamintește lui Belșațar că mărirea lui Nabucodonosor fusese un dar de la Dumnezeu, iar când el s-a semețit Dumnezeu l-a doborât până în momentul în care a învățat umilința:  „Dumnezeul Cel Mai Înalt are suveranitate peste regatele muritorilor și pune peste ele pe cine vrea.” Belșațar a băut din vasele din Templul lui Dumnezeu, slăvind pe idoli, dar nu l-a onorat pe Dumnezeu deci Dumnezeu a trimis mâna care a scris aceste cuvinte:
„מנא מנא תקל ופרסין‎ ”
Daniel citește cuvintele drept MENE, MENE, TEKEL, PARSIN și le traduce regelui: MENE, Dumnezeu a numărat zilele regatului tău și l-a adus la sfârșit; TEKEL, ai fost cântărit și găsit prea ușor; și PERES, regatul este împărțit și dat mezilor și perșilor. „Atunci Belșațar a dat ordin și Daniel a fost îmbrăcat în purpură, un lanț de aur a fost pus la gâtul său și o proclamație a fost făcută… că el va avea al treilea rang din regat; [și] în chiar acea noapte Belșațar, regele caldeu (babilonian) a fost omorât, iar  Darius Medul a primit regatul.”

### Scrierea de pe zid
Înțelepții caldei nu erau în stare să citească sau să traducă scrierea de pe zid, dar Daniel face asta suplinind vocalele în două moduri diferite, mai întâi le citește drept substantive, apoi le traduce drept verbe. Substantivele sunt unități monetare: o mənê,  echivalentul unei mine evreiești sau a șaizeci de șecheli (mai multe versiuni antice au doar o mənê în loc de două), o təqêl, echivalentul unui șechel și p̄arsîn, având sensul de „monezi de jumătate”. Ultimele se bazează pe un joc de cuvinte asupra numelui perșilor (pārās în ebraică), sugerând nu numai că ei vor moșteni regatul lui Belșațar, ci și că ei sunt două popoare, mezi și perși. Daniel traduce apoi cuvintele drept verbe, bazându-se pe rădăcinile: mənê este tradus drept „numărat”, təqêl, dintr-o rădăcină însemnând a cântări este tradus drept „cântărit” (și găsit prea ușor), iar pərês (פְּרַס), forma singulară a lui p̄arsîn, dintr-o rădăcină însemnând „a împărți”, denotând faptul că regatul va fi „împărțit” și dat mezilor și perșilor. Dacă „monezile de jumătate” înseamnă două jumătăți de șechel, atunci diverse greutăți—o mənê sau șaizeci de șecheli, alt șechel și două jumătăți de șechel dau 62, ceea de povestea redă drept vârsta lui Darius Medul, indicând că voința lui Dumnezeu este îndeplinită.

## Compunere și structură
Este general acceptat că această carte a început drept povești folclorice în cadrul comunității evreiești din Babilon în perioadele persană și la începutul perioadei elenistice (secolele V-III î.Hr) și a fost mai târziu extinsă în epoca macabeică (mijlocul secolului al II-lea î.Hr.) cu viziunile din capitolele 7–12. Cercetătorii moderni sunt de acord că Daniel este un personaj al unei legende, fiind posibil ca numele său să fi fost ales pentru eroul cărții tocmai din cauza reputației sale de văzător înțelept din tradiția ebraică. Consensul lor este că Daniel nu a existat niciodată.
Capitolele 2–7 ale cărții formează un chiasm (structură poetică în care punctul central al mesajului unui pasaj este plasat în centru și flancat de mai multe repetiții de fiecare parte):
- A. (cap. 2) – Un vis a patru regate înlocuite de un al cincilea regat
  - B. (cap. 3) – cei trei prieteni ai lui Daniel din cuptorul cu foc
    - C. (cap. 4) – Daniel interpretează un vis pentru Nabucodonosor
    - C'. (cap. 5) – Daniel interpretează scrierea de pe zid pentru Belșațar

  - B'. (cap. 6) – Daniel în groapa cu lei
- A'. (cap. 7) – O viziune a patru regate înlocuite de al cincilea regat

Daniel cap. 5 este prin urmare o anexă la Daniel cap. 4, povestea nebuniei lui Nabucodonosor, cele două oferă variații pe o singură temă. Acest lucru este susținut explicit în capitolul 5 când Daniel face o paralelă directă între cei doi regi: soarta lui Belșațar ilustrează ce se întâmplă atunci când un rege nu se pocăiește.
Daniel cap. 5 nu se împarte ușor pe scene iar cercetătorii nu a căzut de acord asupra structurii capitolului. Următoarea este o schemă din cele posibile:
1. Ospățul regelui și oracolul misterios: regele spurcă vasele sacre, mâna scrie pe zid (versetele 1–6)
2. Încercări de a traduce oracolul: înțelepții caldei eșuează, regina îl recomandă pe Daniel (versetele 7–12)
3. Daniel se prezintă în fața lui Belșațar: Daniel i se adresează regelui și îl admonestează pe acesta, traduce oracolul și este răsplătit (versetele 10–12)
4. Încheiere: moartea lui Belșațar, ascensiunea lui Darius (versetele 30–31)

## Fundal istoric
Povestea este relatată ca fiind din jurul căderii Babilonului când pe 12 octombrie 539 î.Hr. cuceritorul persan Cirus cel Mare a intrat în oraș. Ultimul rege al acelei împărații, Nabonid, a fost luat prizonier, iar soarta lui este necunoscută, deși s-ar putea să fi fost exilat. Mai multe detalii din text nu se potrivesc cu faptele istorice cunoscute. Belșațar este prezentat drept rege al Babilonului și drept fiu al lui Nabucodonosor al II-lea, dar era de fapt fiul regelui Nabonid, unul din cei care i-au urmat la tron lui Nabucodonosor, iar Belșațar nu a devenit rege niciodată. Cuceritorul este numit drept Darius Medul, dar un astfel de individ nu este cunoscut în istorie; invadatorii nu erau mezi, ci perși. Acestea sunt tipice pentru genul literar al povestirii, în care potrivirea cu realitatea istorică nu este un element esențial.
Elementele constitutive ale Cărții lui Daniel au fost asamblate la scurt timp după sfârșitul crizei macabeice, adică la scurt timp după 164 î.Hr. Poveștile alcătuind capitolele de la 2 la 6 sunt părțile cele mai timpurii, datând de la sfârșitul secolului al IV-lea sau începutul secolului al III-lea î.Hr. Locația este Babilonul și nu există motive de a ne îndoi că au fost compuse în diaspora din Babilon (adică printre comunitatea evreiască din Babilon și Mesopotamia aflate sub guvernare persană și apoi grecească). Ele reflectă o societate în care domnitorii străini nu erau neapărat răuvoitori (Belșațar îl răsplătește pe Daniel și îi acordă un post înalt); asta în contrast profund cu viziunile din capitolele 7–12, în care suferințele evreilor sunt rezultatul unor acțiuni ale răuvoitorului rege din secolul al II-lea î.Hr. Antioh al IV-lea Epifanes.
Ospățul lui Belșațar este o legendă conformându-se subgenului de „povestiri despre înfruntările din curțile domnești”. Acest lucru a fost complicat de includerea condamnării de către Daniel a mândriei lui Belșațar și a faptului că el nu l-a onorat pe Dumnezeu; ca urmare povestea are un sfârșit dublu, în care mai întâi Daniel este copleșit cu răsplăți și posturi înalte pentru traducerea semnului profetic, iar apoi regele este pedepsit pentru a se îndeplini verdictul pronunțat de  Daniel.
Capitolele 2 și 7 povestesc cum toate regatele lumești se vor sfârși spre a fi înlocuite de Împărăția lui Dumnezeu, iar capitolele 3 și 6 povestesc cum evreii pioși suportă aroganța regilor pământești și sunt salvați de către Dumnezeul lui Israel. Capitolele 4 și 5 alcătuiesc centrul și predică cel mai important mesaj în poveștile paralele dar diferite ale lui Nabucodonosor și Belșațar. Primul este umilit de către Dumnezeu, trage învățămintele (recunoaște domnia supremă a Dumnezeului evreiesc) și este repus pe tron; Belșațar, din contra, nu învață nimic din exemplul cu Nabucodonosor, îl blasfemiază pe Dumnezeu iar regatul său este dat altora.
Belșațar nu a fost niciodată pe deplin rege și și-a reluat sau reconfirmat locul de prinț subordonat regelui Nabonid la revenirea acestuia în Babilon.

## În artă și în cultura populară

### Ospățul lui Belșațar
Există multe redări ale „ospățului lui Belșațar” în arte. Ele includ, în ordine cronologică:
Arte vizuale
- 1635: Pictura Ospățul lui Belșațar de Rembrandt
- 1821: Pictura Ospățul lui Belșațar a artistului englez John Martin
- 1817–1843: Pictura Ospățul lui Belșațar de artistul american Washington Allston
- 1983–1984: Ospățul lui Belșațar, scrierea de pe zidul tău, instalație a artistei Susan Hiller

Muzică
- Secolele XIII-XV: Piesa lui Daniel de la Catedrala Beauvais
- 1745: Oratoriul Belșațar de George Frideric Handel
- 1840: Balada Belșațar de Robert Schumann
- 1860: Cantata Ospățul lui Belșațar. Căderea Babilonului: o cantată dramatică în zece scene de compozitorul din era războiului civil George Frederick Root
- 1906: Muzică incidentală la piesa lui Hjalmar Procopé de Jean Sibelius
- 1931: Lucrarea corală Ospățul lui Belșațar a compozitorului englez William Walton[22]
- 1937: Mene, Mene, Tekel cântec din revista muzicală Pins and Needles de Arthur Arent, Marc Blitzstein, Emmanuel Eisenberg, Charles Friedman, David Gregory, Joseph Schrank, Arnold B. Horwitt, John Latouche și Harold Rome și muzică și versuri de Harold Rome.
- 1957: Un cântec al lui Johnny Cash și al Tennessee Two (de asemenea cântat  dar nepublicat de Bob Dylan & The Band în sesiunile Basement Tapes din 1967)
- 1995: Belshazzar's Feast (trupă), duo folk al lui Paul Sartin (vocal, vioară, oboi și fluier) și Paul Hutchinson (acordeon).
- 1998: Cântecul God's Magic Finger de The Residents, publicat în cadrul albumului Wormwood
- 2006: Cântecul "Writing On The Wall" de Underoath
- 2007: Belsatzar după Heine pentru voce vorbită si violoncel de Graham Waterhouse
- 2013: Referință în cântecul lui Sting The Last Ship
- 2015: Cântecul Mene de Brand New (band)
- 2015: "Writing's on the Wall" (cântec de Sam Smith), din filmul James Bond Spectre

Literatură
- 1815: Poemul Viziunea lui Belșațar de Lord Byron în a sa Melodii evreiești (Byron)
- 1820s: Poemul Belsazar de Heinrich Heine
- 1906: Piesa de teatru a lui Hjalmar Procopé
- 1930s: În nuvela lui Howard Phillips Lovecraft, The Shadow Over Innsmouth, personajul Zadok Allen spune "Mene, mene, tekel, upharsin" către narator.

### Scrierea de pe zid

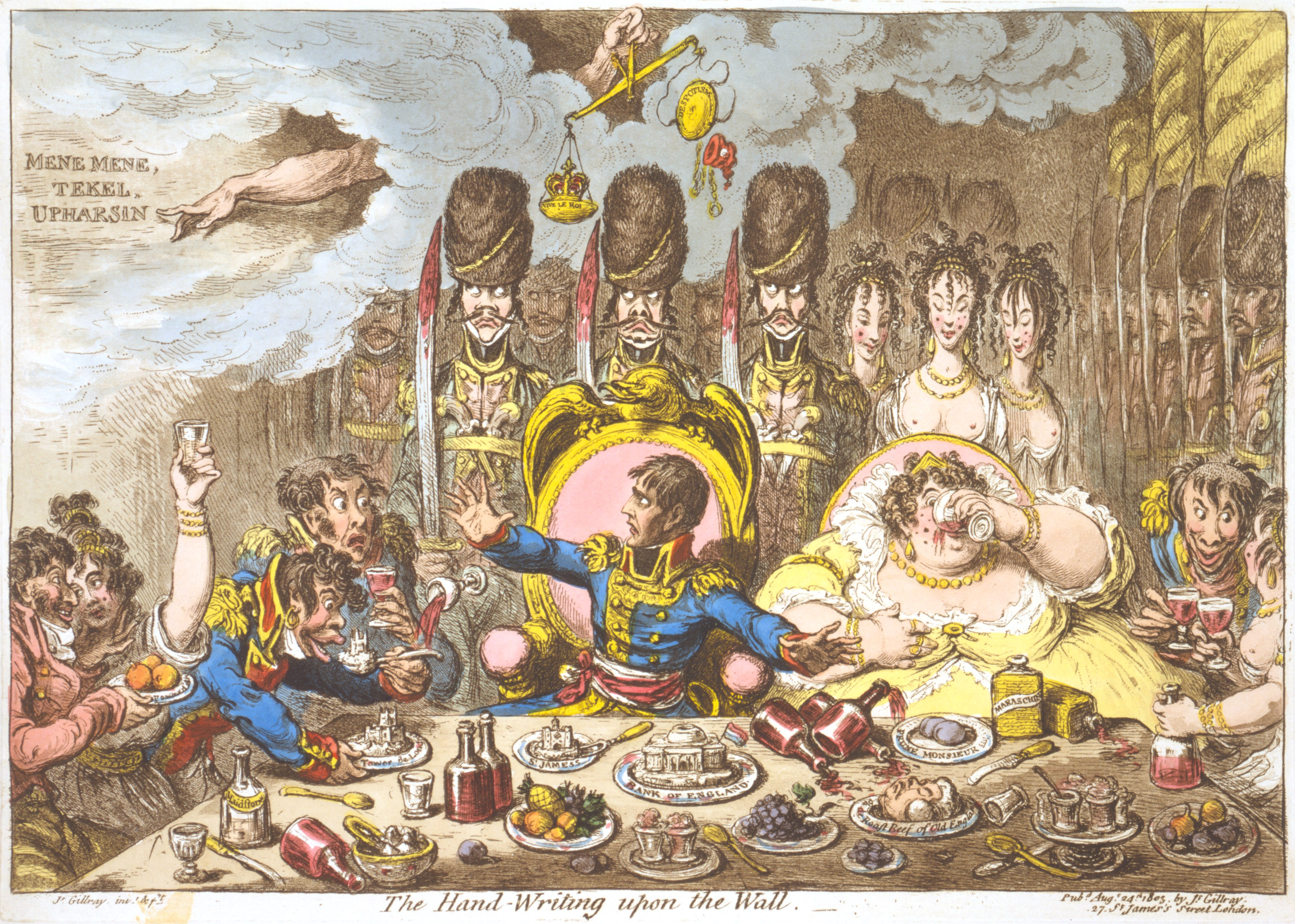
În Scrierea de mână de pe zid (1803), James Gillray l-a caricaturizat pe Napoleon în rolul lui Belșațar.

Referiri la „scrierea de pe zid” includ:
- The incident este repovestit și ilustrat în poemul lui Pearl Poet Cleanness.
- În scurta povestire a lui John Cheever "Mene, Mene, Tekel, Upharsin," naratorul dă de un graffiti (un exemplu dat pe mai multe pagini) în mai multe toalete publice.
- În cartea lui Robert Louis Stevenson The Strange Case of Dr. Jekyll and Mr. Hyde, Jekyll explică faptul că experiența sa drept era „degetul babilonian de pe perete, scriind literele verdictului meu”.
- În revista muzicală Pins and Needles, un cântec intitulat "Mene, Mene, Tekel" folosește povestea drept alegorie pentru a descrie nedreptățile sociale contemporane.
- În Endgame de Samuel Beckett, Hamm îl întreabă pe Clov, „și ce vezi pe perete? Mene, mene? Trupuri dezbrăcate?"
- În ultimul poem al lui  Voltairine de Cleyre, "Written in Red", versurile încep cu:„Scris cu roșu protestul lor rămâne,
Pentru a fi văzut de Dumnezeii Lumii;
Pe peretele rău prevestitor al mâinilor lor fără corpuri
Au înscris "Upharsin," și mărci strălucitoare
Iluminează mesajul: "Cuceriți tărâmurile!
Deschideți închisorile și eliberați oamenii!"
Aruncați flăcări din cuvintele vii ale morților
Scrise-n-roșu.”
- În al doilea roman al lui Jose Rizal El Filibusterismo, Crisostomo Ibarra, deghizat drept Simoun, a pus o bombă mascată drept lampă cu gaz la petrecerea din casa Căpitanului Tiago în încercarea de a omorî toți funcționarii de vârf ai societății și ai publicului bisericos. El lasă în urmă o notă, "Mene, Thecel, Pares", plus propriul lui nume scris cu scrisul propriu.
- În romanul City of Ashes, parte din seria The Mortal Instruments de Cassandra Clare, Clary folosește stela proprie pentru a scrie o rună pe barca lui Valentin. Deși runa înseamnă pur și simplu "Deschis" , puterile extraordinare ale lui Clary o amplifică pentru a distruge ambarcația prin a rupe niturile ei. Valentine privește la asta și spune îngrozit "mene mene tekel upharsin", deoarece realizează faptul că puterile lui Clary reprezintă o schimbare majoră in ordinea firească a lucrurilor, ceea ce va conduce fie la pierirea lui Clave, fie la a sa.
- În romanul lui Philip K. Dick A Maze of Death, Seth și Mary Morley au locuit în "Tekel Upharsin Kibbutz" înainte de a se muta la Delmak-O.
- În V. de Thomas Pynchon, Rachel lasă o notă pe un zid pentru schlemihl Benny Profane. Drept răspuns la notă, Stencil zice către Profane, "Mene, mene, tekel, upharsin", implicând pierirea lui iminentă. (Chapt. 15, pg 448)
- Cântecul formației Einstürzende Neubauten Wüste are de asemenea fraza "mene, mene tekel, upharshin" in versurile sale.
- "The Writing on the Wall" este cântecul final din adaptarea muzicală a romanului lui Charles Dickens, The Mystery of Edwin Drood.
- Personajele Bertie și Aunt Dahlia discută o referire la ospățul lui Belșațar în capitolul 9 al romanului Right Ho, Jeeves de P. G. Wodehouse
- Cântecul "Kodachrome", de asemenea de Paul Simon, include fraza "lipsa mea de educație nu mi-a dăunat / pot citi scrierea de pe zid."
- În capitolul 119 (The Candles) din Moby-Dick de Herman Melville, Ishmael descrie prevestitor apariția Focului Sfanțului Elmo ("The corpusants!") pe baleniera lor, Pequod, când scrie "atunci când degetul arzând al lui Dumnezeu s-a atins de navă, atunci când al Său 'Mene, Mene, Tekel, Upharsin' a fost împletit în velele și corzile ei."
- În cântecul formației Defrage "Save Us from Religion", primul cântec de pe albumul lor Jackal, "Mene, Mene, Tekel, Upharsin" este cântat la 3:01.
- În filmul lui Andrei Tarkovsky Călăuza, Scriitorul spune "Mene, Mene, Tekel, Upharsin" în timp ce vorbește cu Profesorul (în jur de 01:14:00, sau, în versiunea TV - episodul 2, în jur de 00:11:00).
- Cântecul "The Last Ship" al lui Sting narează hiperbolic pelerinajul la Newcastle efectuat cel mai notabil de înviatul Isus din Nazaret, iar alți oaspeți chinuiți de semnificația ultimei nave care pleacă din șantierul naval muribund din Newcastle înțeleg ocazia drept "acel deget straniu, mișcător din ospățul lui Belșațar".
- În episodul "Season's Beatings", din sezonul 7 al American Dad!, Steve devine apostat al lui Satan și repetă frazele "Satana, Satana" și "Mene, Mene, Tekel" pe durata apostaziei sale.
- Cântecul Mene, al formației Brand New, se referă la expresie prin fraza "Scrise pe zid sunt literele mari și clare".
- În cântecul "Omen" al formației The Prodigy există fraza "Acum scrierea de pe zid nu vrea să dispară".

- Formația post-hardcore Underoath are cântecul "Writings On The Walls"
- The Transylvanian Trilogy a lui Miklos Banffy constă din volumele They Were Counted, They Were Found Wanting și They Were Divided.